# Agim Nushi
Agim Nushi (* 14. Oktober 1979) ist ein ehemaliger kosovarisch-schweizerischer Fussballspieler und heutiger -trainer.

## Karriere

### Spieler
Nushi verbrachte seine Nachwuchszeit beim FC Spiez und beim FC Bern, bevor er zu den Berner Young Boys wechselte. 2001 wechselte er zum FC Münsingen. Im Juli 2004 schloss es sich dem FC Wil an, der gerade aus der höchsten Liga abgestiegen war. 2008 stieg er beim FC Tuggen ein, verliess den Club 2011 wieder, um beim FC Bazenheid anzuheuern, bevor er nach einer Saison beim FC Bütschwil 2013 seine Karriere beendete.

### Trainer
Nushi sammelte bereits beim FC Bazenheid und beim FC Bütschwil Erfahrungen als Trainer. 2020 wurde er neuer Trainer der 3.-Liga-Mannschaft (dritttiefste Liga) FC Besa St. Gallen. Im September 2021 verletzte sich Nushi, der sich ausnahmsweise selber einwechselte, beim Spiel gegen Flawil so stark, dass das Spiel abgebrochen wurde. 2022 verliess Nushi den FC Besa wieder.

## Privates
Nushi ist der Cousin des Fussballspielers Kristian Nushi.